# 加美北
加美北（かみきた）は、大阪府大阪市平野区にある町名。現行行政地名は加美北一丁目から加美北九丁目。

## 地理
平野区の北部に位置し、南に加美正覚寺と加美東、東に東大阪市、西に生野区巽南、北に生野区巽東と接している。

## 歴史

### 沿革
1974年（昭和49年）、大阪市東住吉区加美大芝町4 - 9丁目・加美末次町4 - 9丁目・加美長沢町4 - 9丁目・加美乾町・加美柿花町3 - 8丁目と加美正覚寺町の一部より、平野区加美北1 - 9丁目が成立。

## 世帯数と人口
2024年（令和6年）9月30日現在（大阪市発表）の世帯数と人口は以下の通りである。
| 丁目         | 世帯数    | 人口     |
| ------------ | --------- | -------- |
| 加美北一丁目 | 1,200世帯 | 1,916人  |
| 加美北二丁目 | 185世帯   | 272人    |
| 加美北三丁目 | 898世帯   | 1,268人  |
| 加美北四丁目 | 489世帯   | 714人    |
| 加美北五丁目 | 1,188世帯 | 2,133人  |
| 加美北六丁目 | 802世帯   | 1,418人  |
| 加美北七丁目 | 619世帯   | 1,178人  |
| 加美北八丁目 | 1,395世帯 | 2,559人  |
| 加美北九丁目 | 346世帯   | 620人    |
| 計           | 7,122世帯 | 12,078人 |

### 人口の変遷
国勢調査による人口の推移。
| 1995年（平成7年）  | 13,817人 | [ 6 ]  |  |
| 2000年（平成12年） | 13,809人 | [ 7 ]  |  |
| 2005年（平成17年） | 13,221人 | [ 8 ]  |  |
| 2010年（平成22年） | 13,099人 | [ 9 ]  |  |
| 2015年（平成27年） | 13,063人 | [ 10 ] |  |
| 2020年（令和2年）  | 12,353人 | [ 11 ] |  |

### 世帯数の変遷
国勢調査による世帯数の推移。
| 1995年（平成7年）  | 5,025世帯 | [ 6 ]  |  |
| 2000年（平成12年） | 5,373世帯 | [ 7 ]  |  |
| 2005年（平成17年） | 5,369世帯 | [ 8 ]  |  |
| 2010年（平成22年） | 5,666世帯 | [ 9 ]  |  |
| 2015年（平成27年） | 6,120世帯 | [ 10 ] |  |
| 2020年（令和2年）  | 6,113世帯 | [ 11 ] |  |

## 学区
市立小・中学校に通う場合、学区は以下の通りとなる。なお、小学校・中学校入学時に学校選択制度を導入しており、通学区域以外に通学区域に隣接している小学校・平野区内にある中学校から選択することも可能。
| 丁目         | 番                                                                   | 小学校               | 中学校             |
| ------------ | -------------------------------------------------------------------- | -------------------- | ------------------ |
| 加美北一丁目 | 全域                                                                 | 大阪市立加美北小学校 | 大阪市立加美中学校 |
| 加美北二丁目 | 全域                                                                 | 大阪市立加美北小学校 | 大阪市立加美中学校 |
| 加美北三丁目 | 全域                                                                 | 大阪市立加美北小学校 | 大阪市立加美中学校 |
| 加美北四丁目 | 全域                                                                 | 大阪市立加美北小学校 | 大阪市立加美中学校 |
| 加美北五丁目 | 全域                                                                 | 大阪市立加美北小学校 | 大阪市立加美中学校 |
| 加美北六丁目 | 1～10番 12～14番 11番、15番（市営住宅以外） 17番1～10号 17番19～28号 | 大阪市立加美北小学校 | 大阪市立加美中学校 |
| 加美北六丁目 | 11番、15番（市営住宅） 16番 17番11～18号                             | 大阪市立加美小学校   | 大阪市立加美中学校 |
| 加美北七丁目 | 全域                                                                 | 大阪市立加美北小学校 | 大阪市立加美中学校 |
| 加美北八丁目 | 全域                                                                 | 大阪市立加美北小学校 | 大阪市立加美中学校 |
| 加美北九丁目 | 全域                                                                 | 大阪市立加美北小学校 | 大阪市立加美中学校 |

## 事業所
2021年（令和3年）現在の経済センサス調査による事業所数と従業員数は以下の通りである。
| 丁目         | 事業所数  | 従業員数 |
| ------------ | --------- | -------- |
| 加美北一丁目 | 144事業所 | 1,110人  |
| 加美北二丁目 | 45事業所  | 568人    |
| 加美北三丁目 | 144事業所 | 1,358人  |
| 加美北四丁目 | 93事業所  | 1,432人  |
| 加美北五丁目 | 103事業所 | 1,586人  |
| 加美北六丁目 | 113事業所 | 653人    |
| 加美北七丁目 | 59事業所  | 788人    |
| 加美北八丁目 | 53事業所  | 488人    |
| 加美北九丁目 | 121事業所 | 743人    |
| 計           | 875事業所 | 8,726人  |

## 交通

### 鉄道
- JRおおさか東線
  - 衣摺加美北駅 - 所在地は東大阪市衣摺だが、一部が当地内にかかっている。

### バス
2020年4月現在
- 大阪シティバス[15]
  - 30号系統：加美北三丁目 - 加美北幼稚園前 - 加美北四丁目 - 加美長沢住宅前 - 加美北五丁目 - 加美北八丁目 …… 加美正覚寺住宅前
- 近鉄バス[16]
  - 41番加美線：加美北五丁目（加美長沢住宅前）…→… 加美北八丁目 → 加美北五丁目

## 施設
- 大阪市立加美北小学校
- 大阪市立加美北幼稚園[17]
- 大阪市平野下水処理場[18]
- 加美霊園[19]
- コーナン 平野加美北店[20]
- 平野警察署加美北交番
- 加美北公園
- 加美長沢西公園
- 加美柿花公園
- 加美長沢公園

## その他

### 日本郵便
- 〒547-0001[3]（集配局：平野郵便局[21]）